# Schizochilus
Schizochilus é um género botânico pertencente à família das orquídeas (Orchidaceae).

## Espécies
1. Schizochilus angustifolius Rolfe in W.H.Harvey & auct. suc. (eds.), Fl. Cap. 5(3): 93 (1912).
2. Schizochilus bulbinella (Rchb.f.) Bolus, J. Linn. Soc., Bot. 25: 205 (1889).
3. Schizochilus calcaratus P.J.Cribb & la Croix, Kew Bull. 48: 364 (1993).
4. Schizochilus cecilii Rolfe, Bull. Misc. Inform. Kew 1906: 168 (1906).
5. Schizochilus crenulatus H.P.Linder, J. S. African Bot. 46: 422 (1980).
6. Schizochilus flexuosus Harv. ex Rolfe in W.H.Harvey & auct. suc. (eds.), Fl. Cap. 5(3): 92 (1912).
7. Schizochilus gerrardii (Rchb.f.) Bolus, J. Linn. Soc., Bot. 25: 205 (1889).
8. Schizochilus lepidus Summerh., Kew Bull. 14: 130 (1960).
9. Schizochilus lilacinus Schelpe ex H.P.Linder, J. S. African Bot. 46: 426 (1980).
10. Schizochilus sulphureus Schltr., Bot. Jahrb. Syst. 53: 16 (1915).
11. Schizochilus zeyheri Sond., Linnaea 19: 78 (1846).